# International Federation of Football History & Statistics
De International Federation of Football History & Statistics (IFFHS) is een door de FIFA erkende organisatie die records en statistieken bijhoudt op het gebied van voetbal. De IFFHS is gevestigd in Bonn, Duitsland.

## Oprichting
De organisatie werd op 24 maart 1984 opgericht door Alfredo Pöge in Leipzig met goedkeuring van Helmut Käser, destijds de secretaris-generaal van wereldvoetbalbond FIFA. De IFFHS begon vervolgens contact op te nemen met sportjournalisten in vijftien landen om criteria op te stellen met betrekking tot het onderzoeken en documenteren van de voetbalgeschiedenis. Al de werkzaamheden zorgden ervoor dat de kring van IFFHS-medewerkers snel toenam. In 1987 was het aantal landen dat medewerking verleende aan het onderzoek gegroeid tot vijftig. De resultaten van het onderzoek werden tot 2002 ieder kwartaal gepresenteerd in tijdschriften uit eigen beheer als Fußball-Weltzeitschrift, Libero spezial deutsch en Libero international. Nadat de productie hiervan stopte, om onduidelijke redenen, werden de publicaties voortgezet in boekenseries met medewerking van sponsors. Inmiddels verschijnen de onderzoeksresultaten op de website van de IFFHS.

## Prijzen

### Doelman en scheidsrechter
In 1987 ontstond bij Alfredo Pöge het idee om ieder jaar een verkiezing te houden voor de beste doelman en scheidsrechter ter wereld. Beide prijzen waren vanaf het begin af aan een succes en worden nog steeds jaarlijks uitgereikt.

### Voetballer
Ook werd in 1988 voor het eerst de beste voetballer ter wereld gekozen. Kanshebbers waren de beste voetballers van ieder continent die enkele weken daarvoor waren verkozen. Op dat moment bestond er echter nog geen prijs voor de beste Aziatische en Oceanische voetballer van het jaar. De IFFHS besloot daarom deze uitverkiezingen ook te organiseren om vervolgens de beste voetballer van de wereld te kunnen bepalen. De jury werd gevormd uit sportjournalisten en trainers wereldwijd.
| Jaar | Plaats                       | Naam                       | Club | Stemmen |
| ---- | ---------------------------- | -------------------------- | ---- | ------- |
| 1988 |                              |                            |      |         |
| 1    | Marco van Basten             | AC Milan                   | 101  |         |
| 2    | Diego Maradona               | Napoli                     | 92   |         |
| 3    | Ruud Gullit                  | AC Milan                   | 71   |         |
| 1989 |                              |                            |      |         |
| 1    | Marco van Basten             | AC Milan                   | 132  |         |
| 2    | Franco Baresi                | AC Milan                   | 62   |         |
| 3    | Ruud Gullit                  | AC Milan                   | 57   |         |
| 1990 |                              |                            |      |         |
| 1    | Lothar Matthäus              | Internazionale             | 174  |         |
| 2    | Salvatore Schillaci          | Juventus                   | 56   |         |
| 3    | Franco Baresi Paul Gascoigne | AC Milan Tottenham Hotspur | 52   |         |

Vanaf 1989 besloot Pöge om de prijsuitreiking op televisie te laten plaatsvinden met een grote liveshow. De IFFHS sloot een groot sponsorcontract met Adidas en ging in zee met de Duitse tv-zender RTL plus. De prijswinnaars van 1989 en 1990 ontvingen hun trofeeën op grote voetbalgala's in Keulen en Bonn. FIFA-voorzitter Sepp Blatter, die daarbij aanwezig was, vond dit zo'n goed idee dat hij besloot om de opzet vanaf 1991 voort te zetten als FIFA World Player of the Year.

### Trainer
Sinds 1996 wordt door de IFFHS ook de beste trainer gekozen. De organisatie heeft ervoor gekozen om deze te kiezen in twee categorieën: bondscoaches en clubtrainers. De IFFHS vindt namelijk dat de prioriteiten van de beide categorieën erg van elkaar verschillen.

### Internationaal topscorer en topscorer van het kalenderjaar
Vanaf 1991 houdt de IFFHS statistieken bij van alle spelers in de vijftig grootste voetbalcompetities ter wereld. Voetballers die de meeste doelpunten maken in interlands, op Olympische Zomerspelen, in FIFA-selectie wedstrijden en internationale wedstrijden zoals in de UEFA Champions League of CONMEBOL Libertadores maken kans om internationaal topscorer te worden. Daarnaast houdt de IFFHS sinds 1997 alle doelpunten bij die voetballers gedurende een kalenderjaar maken.

## Beste voetballers van de 20e eeuw
Aan het einde van de 20e eeuw verkoos de IFFHS de beste spelers ter wereld. Daarnaast kozen zij de beste spelers van ieder continent: Johan Cruijff (Europa), Pelé (Zuid-Amerika), Hugo Sánchez (Noord- en Midden-Amerika), George Weah (Afrika), Cha Bum-kun (Azië) en Wynton Rufer (Oceanië).

### Veldspelers
| #  | Speler                  | Stemmen |
| -- | ----------------------- | ------- |
| 1  | Pelé                    | 1705    |
| 2  | Johan Cruijff           | 1303    |
| 3  | Franz Beckenbauer       | 1228    |
| 4  | Alfredo Di Stéfano      | 1215    |
| 5  | Diego Maradona          | 1214    |
| 6  | Ferenc Puskás           | 810     |
| 7  | Michel Platini          | 722     |
| 8  | Garrincha               | 624     |
| 9  | Eusébio                 | 544     |
| 10 | Bobby Charlton          | 508     |
| 11 | Stanley Matthews        | 368     |
| 12 | Marco van Basten        | 315     |
| 13 | Gerd Müller             | 265     |
| 14 | Zico                    | 207     |
| 15 | Lothar Matthäus         | 202     |
| 16 | George Best             | 187     |
| 17 | Juan Alberto Schiaffino | 158     |
| 18 | Ruud Gullit             | 119     |
| 19 | Gianni Rivera           | 116     |
| 19 | Didi                    | 116     |
| 21 | Giuseppe Meazza         | 108     |
| 22 | Matthias Sindelar       | 106     |

| #  | Speler                | Stemmen |
| -- | --------------------- | ------- |
| 23 | Fritz Walter          | 103     |
| 24 | Bobby Moore           | 98      |
| 25 | José Manuel Moreno    | 96      |
| 26 | Hugo Sánchez          | 85      |
| 27 | George Weah           | 79      |
| 28 | Roger Milla           | 78      |
| 29 | José Andrade          | 74      |
| 30 | Francisco Gento       | 73      |
| 30 | Just Fontaine         | 73      |
| 32 | Ladislao Kubala       | 71      |
| 33 | Franco Baresi         | 70      |
| 34 | Josef Bican           | 63      |
| 35 | Karl-Heinz Rummenigge | 59      |
| 36 | Omar Sívori           | 56      |
| 37 | Elías Figueroa        | 55      |
| 38 | Kevin Keegan          | 53      |
| 39 | Sándor Kocsis         | 52      |
| 40 | Héctor Scarone        | 51      |
| 41 | Josef Masopust        | 46      |
| 42 | Giacinto Facchetti    | 44      |
| 43 | Sandro Mazzola        | 41      |
| 43 | Raymond Kopa          | 41      |

| #  | Speler              | Stemmen |
| -- | ------------------- | ------- |
| 45 | Uwe Seeler          | 40      |
| 46 | Gunnar Nordahl      | 36      |
| 47 | Zizinho             | 35      |
| 48 | Teófilo Cubillas    | 34      |
| 49 | Arsenio Erico       | 30      |
| 50 | Denis Law           | 29      |
| 51 | Silvio Piola        | 28      |
| 52 | Adolfo Pedernera    | 27      |
| 53 | Obdulio Varela      | 24      |
| 54 | Arthur Friedenreich | 23      |
| 55 | Michael Laudrup     | 22      |
| 56 | Alberto Spencer     | 21      |
| 56 | József Bozsik       | 21      |
| 58 | Tostão              | 19      |
| 59 | Ernst Ocwirk        | 18      |
| 60 | Cha Bum-kun         | 11      |
| 60 | Paul Van Himst      | 11      |
| 62 | Lakhdar Belloumi    | 10      |
| 62 | Rabah Madjer        | 10      |
| 64 | Majed Abdullah      | 9       |
| 64 | Luis Cubilla        | 9       |
| 64 | Oleh Blochin        | 9       |

### Keepers
| #  | Speler                | Stemmen |
| -- | --------------------- | ------- |
| 1  | Lev Jasjin            | 1002    |
| 2  | Gordon Banks          | 717     |
| 3  | Dino Zoff             | 661     |
| 4  | Sepp Maier            | 456     |
| 5  | Ricardo Zamora        | 443     |
| 6  | José Luis Chilavert   | 373     |
| 7  | Peter Schmeichel      | 291     |
| 8  | Peter Shilton         | 196     |
| 9  | František Plánička    | 194     |
| 10 | Amadeo Carrizo        | 192     |
| 11 | Gilmar                | 160     |
| 12 | Ladislao Mazurkiewicz | 144     |
| 13 | Pat Jennings          | 132     |
| 14 | Ubaldo Fillol         | 121     |
| 15 | Antonio Carbajal      | 105     |
| 16 | Jean-Marie Pfaff      | 95      |

| #  | Speler             | Stemmen |
| -- | ------------------ | ------- |
| 17 | Rinat Dasajev      | 89      |
| 18 | Gyula Grosics      | 87      |
| 19 | Thomas Ravelli     | 66      |
| 20 | Walter Zenga       | 62      |
| 21 | Vladimir Beara     | 59      |
| 22 | Michel Preud'homme | 57      |
| 23 | Harald Schumacher  | 51      |
| 24 | Rudolf Hiden       | 50      |
| 25 | Ivo Viktor         | 44      |
| 26 | Frank Swift        | 43      |
| 27 | Hugo Gatti         | 40      |
| 28 | Jorge Campos       | 37      |
| 29 | Edwin van der Sar  | 36      |
| 29 | Roque Máspoli      | 36      |
| 29 | Thomas N'Kono      | 36      |

| #  | Speler              | Stemmen |
| -- | ------------------- | ------- |
| 32 | René Higuita        | 33      |
| 32 | Joseph-Antoine Bell | 33      |
| 34 | Andoni Zubizarreta  | 32      |
| 35 | Émerson Leão        | 29      |
| 35 | Jan Tomaszewski     | 29      |
| 37 | Hans van Breukelen  | 27      |
| 37 | Walter Zeman        | 27      |
| 39 | Mohammed Al-Deayea  | 25      |
| 40 | Gianpiero Combi     | 23      |
| 41 | Nasser Hejazi       | 46      |
| 42 | Neville Southall    | 20      |
| 43 | Badou Zaki          | 19      |
| 44 | Andreas Köpke       | 17      |
| 44 | Ronnie Hellström    | 17      |
| 46 | Jürgen Croy         | 15      |
| 46 | Sadok Sassi         | 15      |

## Meest trefzekere voetballers in de hoogste voetbaldivisies (1888-2008)
In 1996 stelde de IFFHS een lijst met de 63 meest trefzekere voetballers samen, die in clubverband in alle nationale competities de meeste doelpunten hadden gemaakt. De hoogste geklasseerden werden op 20 januari 1997 tijdens het World Football Gala gehuldigd. In 2008 werd de lijst bijgewerkt, waardoor er nog twaalf voetballers aan de lijst werden toegevoegd (Romário, Víctor Hugo Antelo, Carlos Hermosillo, José Cardozo, Krzysztof Warzycha, Toni Polster, Juan Carlos Plata, Bebeto, Alan Shearer, Marc Lloyd Williams, Glenn Ferguson, Ally McCoist), zodat het totaal op 75 uitkwam.
| #  | Speler              | Goals |
| -- | ------------------- | ----- |
| 1  | Pelé                | 541   |
| 2  | Josef Bican         | 518   |
| 3  | Ferenc Puskás       | 511   |
| 4  | Romário             | 489   |
| 5  | Roberto Dinamite    | 470   |
| 6  | Imre Schlosser      | 417   |
| 7  | Gyula Zsengéller    | 416   |
| 8  | Jimmy McGrory       | 410   |
| 9  | Zico                | 406   |
| 10 | Gerd Müller         | 405   |
| 11 | Hugo Sánchez        | 394   |
| 12 | Ferenc Szusza       | 393   |
| 13 | Carlos Bianchi      | 385   |
| 14 | Alfredo Di Stéfano  | 377   |
| 15 | Gunnar Nordahl      | 376   |
| 16 | Jimmy Greaves       | 366   |
| 17 | Delio Onnis         | 363   |
| 18 | Hughie Ferguson     | 361   |
| 19 | József Takács       | 360   |
| 20 | Arthur Friedenreich | 354   |
| 20 | Hans Krankl         | 354   |
| 22 | György Sárosi       | 351   |
| 22 | Osvaldo Castro      | 351   |
| 24 | Víctor Hugo Antelo  | 350   |
| 24 | Bert De Cleyn       | 350   |

| #  | Speler                | Goals |
| -- | --------------------- | ----- |
| 26 | Joe Bambrick          | 345   |
| 27 | Eusébio               | 342   |
| 28 | Jef Mermans           | 339   |
| 29 | Isidro Lángara        | 336   |
| 29 | Hughie Gallacher      | 336   |
| 31 | Arsenio Erico         | 331   |
| 31 | Cabinho               | 331   |
| 33 | Fernando Peyroteo     | 330   |
| 33 | Fernando Gomes        | 330   |
| 35 | Jimmy Jones           | 329   |
| 36 | Carlos Hermosillo     | 323   |
| 37 | Raymond Braine        | 322   |
| 38 | Robert Dienst         | 321   |
| 39 | Dixie Dean            | 320   |
| 40 | Giorgio Chinaglia     | 319   |
| 41 | Ruud Geels            | 318   |
| 42 | Steve Bloomer         | 317   |
| 43 | José Cardozo          | 316   |
| 43 | David McLean          | 316   |
| 45 | Gyula Szilágyi        | 313   |
| 45 | Ferenc Bene           | 313   |
| 47 | Krzysztof Warzycha    | 312   |
| 48 | Willy van der Kuijlen | 311   |
| 49 | Jacques Fatton        | 307   |
| 50 | Ernst Stojaspal       | 306   |

| #  | Speler              | Goals |
| -- | ------------------- | ----- |
| 51 | Ferenc Deák         | 305   |
| 51 | Bob McPhail         | 305   |
| 53 | Toni Polster        | 304   |
| 54 | Dave Halliday       | 303   |
| 55 | Archie Stark        | 300   |
| 56 | Ángel Labruna       | 296   |
| 57 | Sándor Kocsis       | 294   |
| 58 | José Águas          | 292   |
| 59 | Johan Cruijff       | 290   |
| 59 | László Fazekas      | 290   |
| 59 | Erwin Vandenbergh   | 290   |
| 59 | Silvio Piola        | 290   |
| 63 | Karl Decker         | 288   |
| 64 | Gordon Hodgson      | 287   |
| 64 | Juan Carlos Plata   | 287   |
| 66 | Bebeto              | 283   |
| 67 | Alan Shearer        | 281   |
| 67 | Bernard Voorhoof    | 281   |
| 69 | Arthur Ceuleers     | 280   |
| 70 | Marc Lloyd Williams | 278   |
| 71 | Glenn Ferguson      | 276   |
| 71 | Mario Kempes        | 276   |
| 73 | Willie Reid         | 275   |
| 74 | Géza Toldi          | 271   |
| 75 | Ally McCoist        | 270   |

## World Cup Ranking
Sinds 1991 houdt de IFFHS een maandelijkse World Cup Ranking bij. Gedurende twaalf maanden worden zowel de nationale als internationale competities bijgehouden en worden punten toegekend voor een overwinning en gelijkspel. Alle landen zijn ingedeeld in vier categorieën, gebaseerd op de prestaties van de nationale competitie. Hoe hoger de categorie, des te meer punten er worden ontvangen. Op internationaal niveau ontvangt ieder team een gelijk aantal punten bij een overwinning of gelijkspel. Bij de UEFA Champions League en CONMEBOL Libertadores worden echter meer punten toegerekend dan bij de UEFA Europa League en CONMEBOL Sudamericana. Competities die niet zijn georganiseerd door een continentale federatie, of die niet zijn erkend door de FIFA, worden niet meegenomen in de Ranking.
| Competitie                        | Overwinning | Gelijkspel |
| --------------------------------- | ----------- | ---------- |
| Nationale competities in niveau 4 | 4.00        | 2.00       |
| Nationale competities in niveau 3 | 3.00        | 1.50       |
| Nationale competities in niveau 2 | 2.00        | 1.00       |
| Nationale competities in niveau 1 | 1.00        | 0.50       |

| Competitie                         | Overwinning | Gelijkspel |
| ---------------------------------- | ----------- | ---------- |
| UEFA Champions League              | 14.0        | 7.0        |
| UEFA Europa League                 | 12.0        | 6.0        |
| CONMEBOL Libertadores              | 14.0        | 7.0        |
| CONMEBOL Sudamericana              | 12.0        | 6.0        |
| CAF Champions League               | 9.0         | 4.5        |
| CAF Cup                            | 7.0         | 3.5        |
| AFC Champions League               | 9.0         | 4.5        |
| AFC Cup                            | 7.0         | 3.5        |
| CONCACAF Champions League          | 9.0         | 4.5        |
| FIFA Club World Cup (halve finale) | 14.0        | 7.0        |
| FIFA Club World Cup (finale)       | 21.0        | 10.5       |

### Team van het jaar
In de onderstaande tabel zijn de clubs opgenomen die aan het einde van het jaar de World Cup Ranking hebben aangevoerd:
- 1991 -  AS Roma
- 1992 -  Ajax
- 1993 -  Juventus
- 1994 -  Paris Saint-Germain
- 1995 -  AC Milan
- 1996 -  Juventus
- 1997 -  FC Barcelona
- 1998 -  Internazionale
- 1999 -  Manchester United
- 2000 -  Real Madrid
- 2001 -  Liverpool
- 2002 -  Real Madrid
- 2003 -  AC Milan
- 2004 -  Valencia
- 2005 -  Liverpool
- 2006 -  Sevilla
- 2007 -  Sevilla
- 2008 -  Manchester United
- 2009 -  FC Barcelona
- 2010 -  Internazionale
- 2011 -  FC Barcelona
- 2012 -  FC Barcelona
- 2013 -  Bayern München
- 2014 -  Real Madrid
- 2015 -  FC Barcelona
- 2016 -  Atlético Nacional

De IFFHS erkent deze clubs als The World's Club Team of the Year, waarvoor zij een gouden trofee ontvangen op het jaarlijkse voetbalgala.

### All-time World Cup Ranking
De All-time World Cup Ranking telt alle resultaten die behaald zijn door de club sinds 1991 bij elkaar op. Deze Ranking wordt jaarlijks bijgehouden met behulp van de beste vijftig clubs die eindigen in de World Cup Ranking. De beste club krijgt vijftig punten, de puntentelling loopt vervolgens af tot de laatste club op de lijst die uiteindelijk een punt ontvangt.
| #  | Club                | Punten |
| -- | ------------------- | ------ |
| 1  | FC Barcelona        | 807    |
| 2  | Manchester United   | 726    |
| 3  | Real Madrid         | 633    |
| 3  | Juventus            | 633    |
| 5  | AC Milan            | 620    |
| 6  | Internazionale      | 605    |
| 7  | Bayern München      | 599    |
| 8  | Arsenal             | 594    |
| 9  | River Plate         | 503    |
| 10 | Chelsea             | 491    |
| 11 | Liverpool           | 455    |
| 12 | FC Porto            | 447    |
| 13 | AS Roma             | 445    |
| 14 | Ajax                | 421    |
| 15 | Boca Juniors        | 420    |
| 16 | Valencia            | 398    |
| 17 | Parma               | 373    |
| 18 | São Paulo           | 368    |
| 19 | Glasgow Rangers     | 364    |
| 20 | Lazio               | 342    |
| 21 | Olympique Lyon      | 339    |
| 22 | Atlético Madrid     | 319    |
| 23 | Werder Bremen       | 317    |
| 24 | Borussia Dortmund   | 285    |
| 25 | Paris Saint-Germain | 284    |

Huidige stand

## Sterkste competitie ter wereld
| Jaar | # | Competitie       | Punten  |
| ---- | - | ---------------- | ------- |
| 1991 | 1 | Serie A          | 1.382,5 |
| 1991 | 2 | Primera División | 1.069,0 |
| 1991 | 3 | Premier League   | 1.059,0 |
| 1992 | 1 | Serie A          | 1.342,5 |
| 1992 | 2 | Primera División | 1.145,5 |
| 1992 | 3 | Eredivisie       | 941,5   |
| 1993 | 1 | Serie A          | 1.577,5 |
| 1993 | 2 | Primera División | 1.171,0 |
| 1993 | 3 | Bundesliga       | 1.046,5 |
| 1995 | 1 | Serie A          | 1.345,0 |
| 1995 | 2 | Ligue 1          | 1.067,5 |
| 1995 | 3 | Primera División | 1.030,0 |
| 1996 | 1 | Serie A          | 1.119,0 |
| 1996 | 2 | Primera División | 1.037,0 |
| 1996 | 3 | Ligue 1          | 1.008,0 |
| 1997 | 1 | Bundesliga       | 1.209,0 |
| 1997 | 2 | Serie A          | 1.181,0 |
| 1997 | 3 | Primera División | 1.120,0 |
| 1998 | 1 | Serie A          | 1.276,0 |
| 1998 | 2 | Série A          | 1.198,0 |
| 1998 | 3 | Primera División | 1.096,0 |
| 1999 | 1 | Serie A          | 1.163,0 |
| 1999 | 2 | Primera División | 1.145,0 |
| 1999 | 3 | Premier League   | 1.134,0 |
| 2000 | 1 | Primera División | 1.215,0 |
| 2000 | 2 | Premier League   | 1.116,0 |
| 2000 | 3 | Serie A          | 1.051,0 |
| 2001 | 1 | Primera División | 1.267,0 |
| 2001 | 2 | Premier League   | 1.176,0 |
| 2001 | 3 | Serie A          | 1.013,0 |

| Jaar | # | Competitie       | Punten  |
| ---- | - | ---------------- | ------- |
| 2002 | 1 | Primera División | 1.209,0 |
| 2002 | 2 | Premier League   | 1.183,0 |
| 2002 | 3 | Serie A          | 1.119,0 |
| 2003 | 1 | Serie A          | 1.180,0 |
| 2003 | 2 | Primera División | 1.107,0 |
| 2003 | 3 | Premier League   | 1.052,0 |
| 2004 | 1 | Primera División | 1.189,0 |
| 2004 | 2 | Premier League   | 1.184,0 |
| 2004 | 3 | Serie A Série A  | 1.010,0 |
| 2005 | 1 | Premier League   | 1.207,0 |
| 2005 | 2 | Serie A          | 1.137,0 |
| 2005 | 3 | Ligue 1          | 995,0   |
| 2006 | 1 | Serie A          | 1.182,0 |
| 2006 | 2 | Primera División | 1.168,0 |
| 2006 | 3 | Premier League   | 1.125,0 |
| 2007 | 1 | Premier League   | 1.171,0 |
| 2007 | 2 | Primera División | 1.074,0 |
| 2007 | 3 | Serie A          | 1.027,0 |
| 2008 | 1 | Premier League   | 1.192,0 |
| 2008 | 2 | Serie A          | 1.031,0 |
| 2008 | 3 | Primera División | 1.020,0 |
| 2009 | 1 | Premier League   | 1.187,0 |
| 2009 | 2 | Primera División | 1.077,0 |
| 2009 | 3 | Bundesliga       | 1.031,0 |
| 2010 | 1 | Primera División | 1.092,0 |
| 2010 | 2 | Premier League   | 1.039,0 |
| 2010 | 3 | Serie A          | 1.021,0 |

Stand 1991–2010